# 인구리 댐

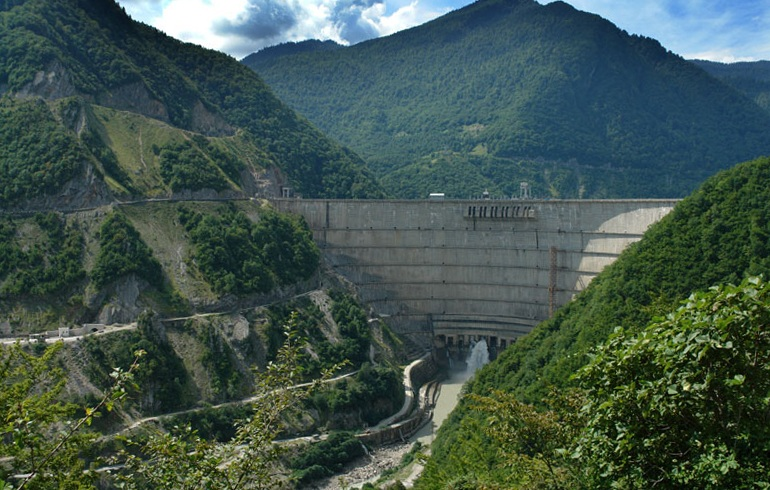
인구리 댐

인구리 댐은 인구리강에 있는 댐으로서 조지아에 위치한다. 1980년대 완공됐으며 소비에트 연방 지배 당시 완공됐고 후에 조지아 정부의 관리로 귀속됐다. 길이는 272 m이며 세계에서 가장 높은 아치형 콘크리트댐이다. 즈바리의 북쪽에 위치한다.
인구리 수력발전소가 전력발전을 담당하며 세 기 정도의 발전기가 함께 발전을 하고 있다. 흑해로 흘러가는 물을 돌려 전력을 발생하는 것으로 보면 된다.. 평균 연간 전력생산량은 38억 kW/h이며 조지아 전력의 46 %를 차지한다.(2007)